# Zhůřská hnízdiště
Zhůřská hnízdiště je přírodní rezervace poblíž městyse Čachrov v okrese Klatovy. Chráněné území se rozkládá v prostoru Hadího vrchu (1022 m) v severním sousedství zaniklé vesnice Zhůří, asi devět kilometrů jižně od Čachrova. Oblast spravuje Správa NP a CHKO Šumava. Důvodem ochrany jsou horské pastviny extenzivního charakteru, zajištění podmínek pro existenci hnízdního a potravního teritoria ptáků.